# Bad Aibling
Bad Aibling is een plaats in de Duitse deelstaat Beieren, gelegen in het Landkreis Rosenheim. De stad telt 19.097 inwoners.

## Geografie
Bad Aibling heeft een oppervlakte van 41,55 km² en ligt in het zuiden van Duitsland.

## Geschiedenis
Tot 2004 bevond zich een belangrijk terrein voor het ECHELON-spionagenetwerk in Bad Aibling.
Op 9 februari 2016 botsten op een eensporig traject twee regionale treinen frontaal op elkaar met tot gevolg 12 doden en 89  gewonden.

## Partnersteden van Bad Aibling
- Cavaion Veronese, Italië, sinds 2006

## Geboren
- Eleonore Baur (1885-1981), nationaalsocialiste en een vriendin van Adolf Hitler
- Amelie Kober (1987), snowboardster
- Stefan Baumeister (1993), snowboarder
- Julian Weigl (1995), voetballer

## Galerij

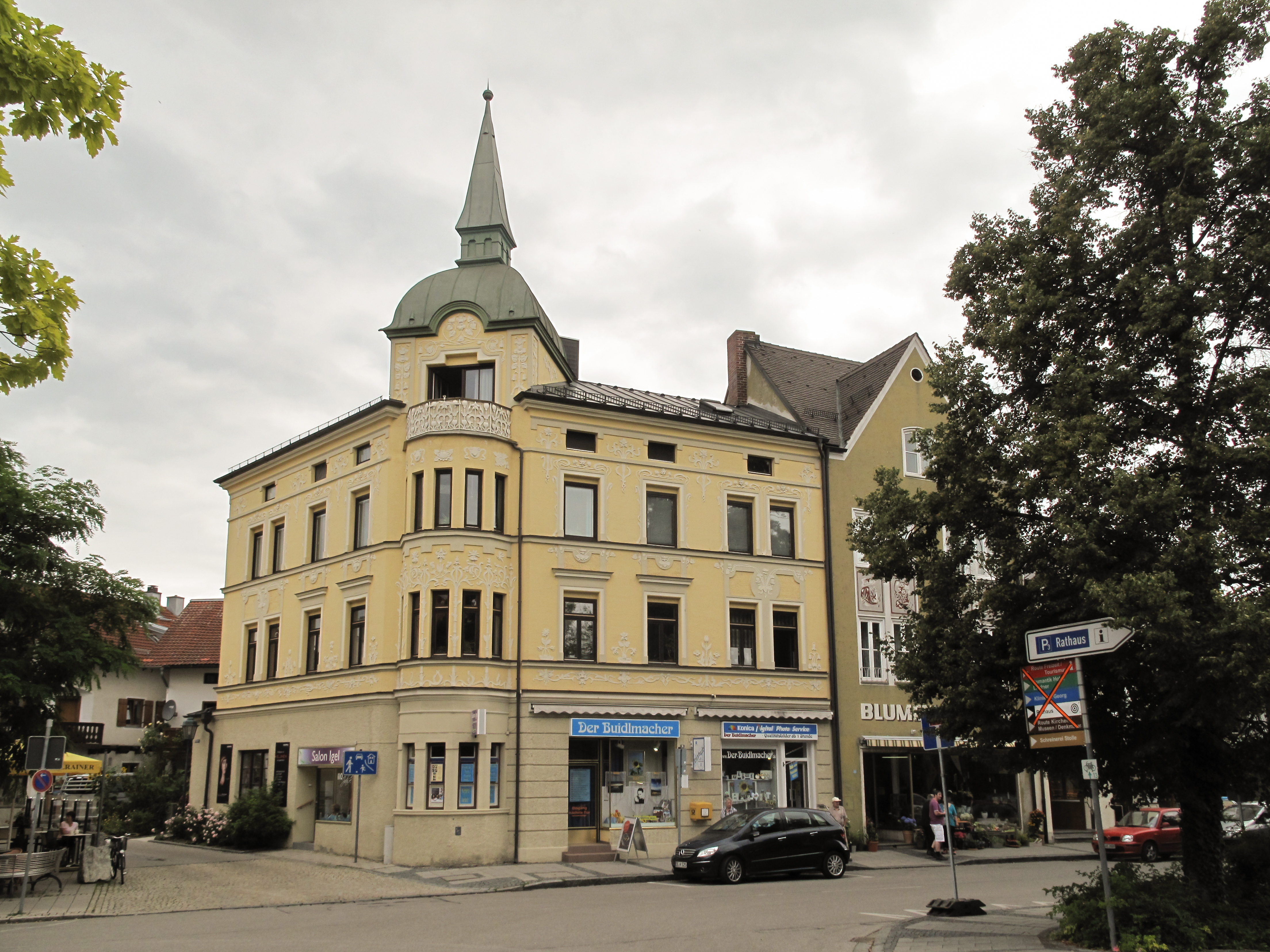
die Bahnhofstrasse
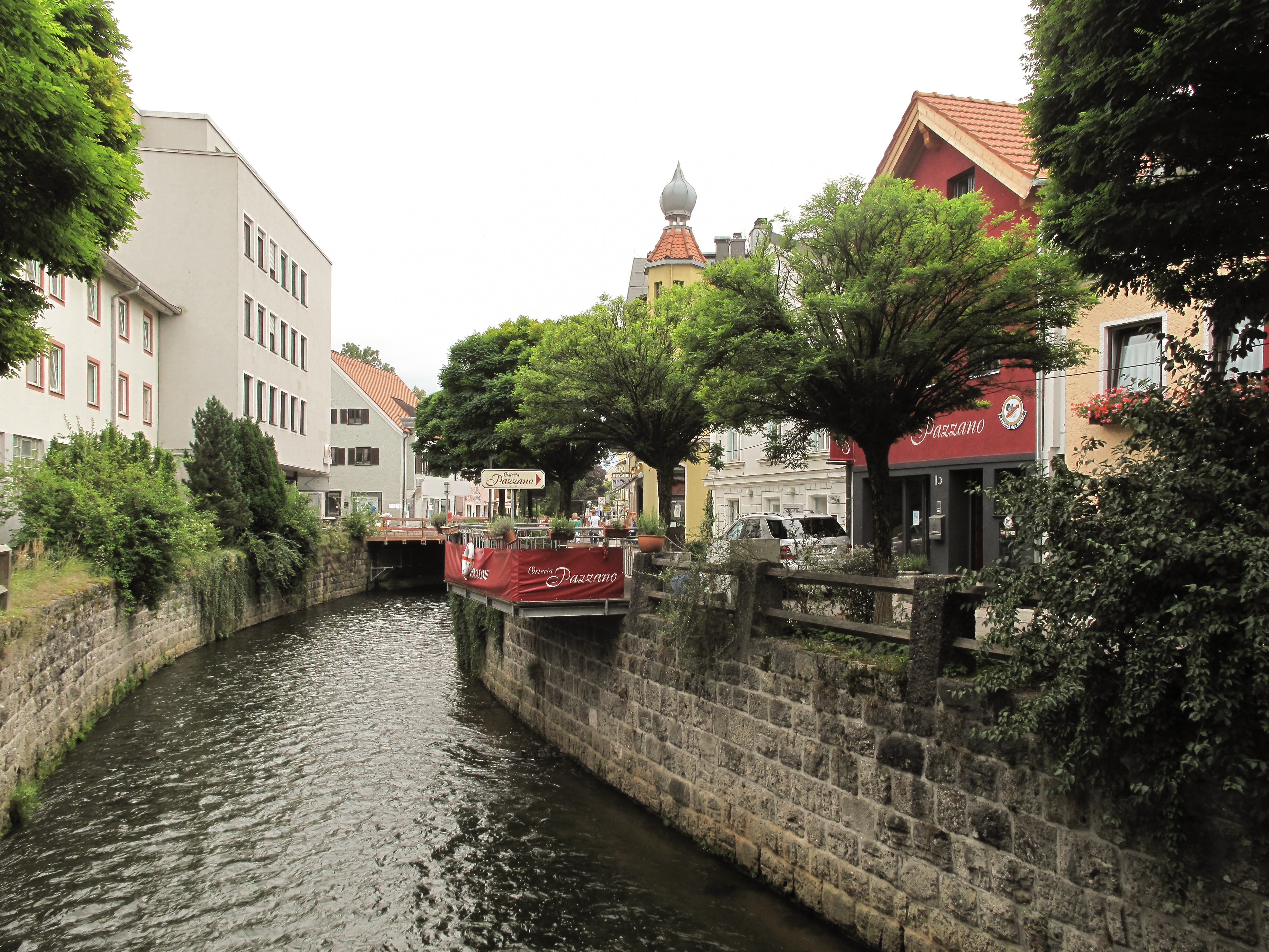
straatzicht langs het water
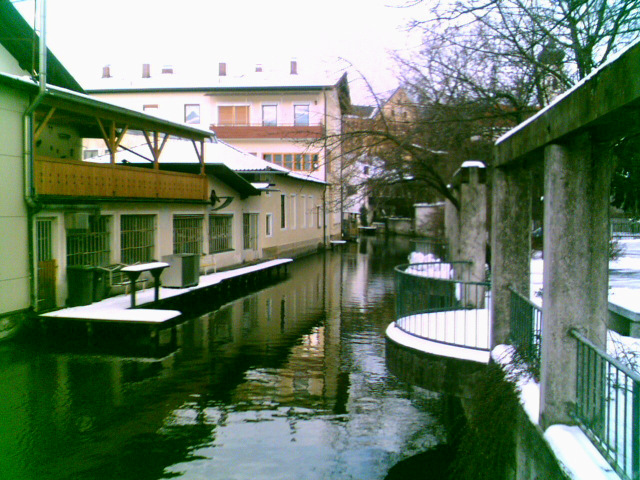
"Klein Venedig"
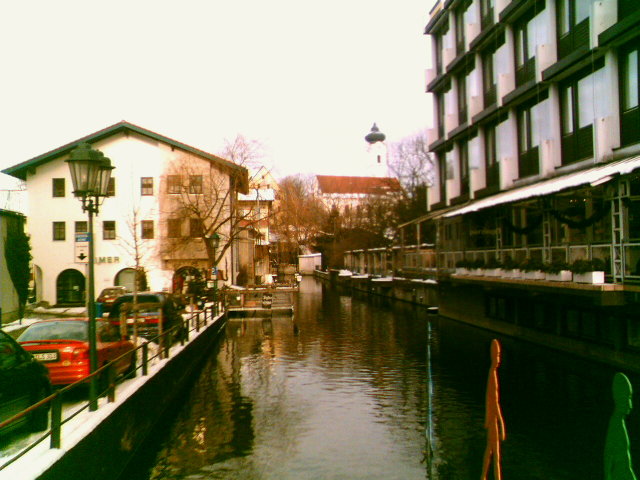
Glonn
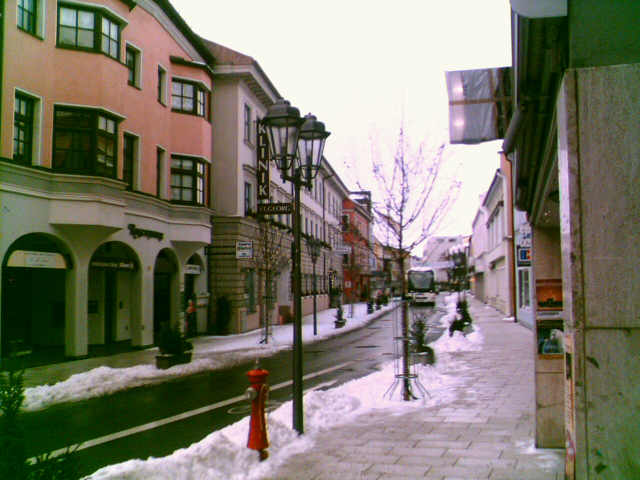
Rosenheimer Straße
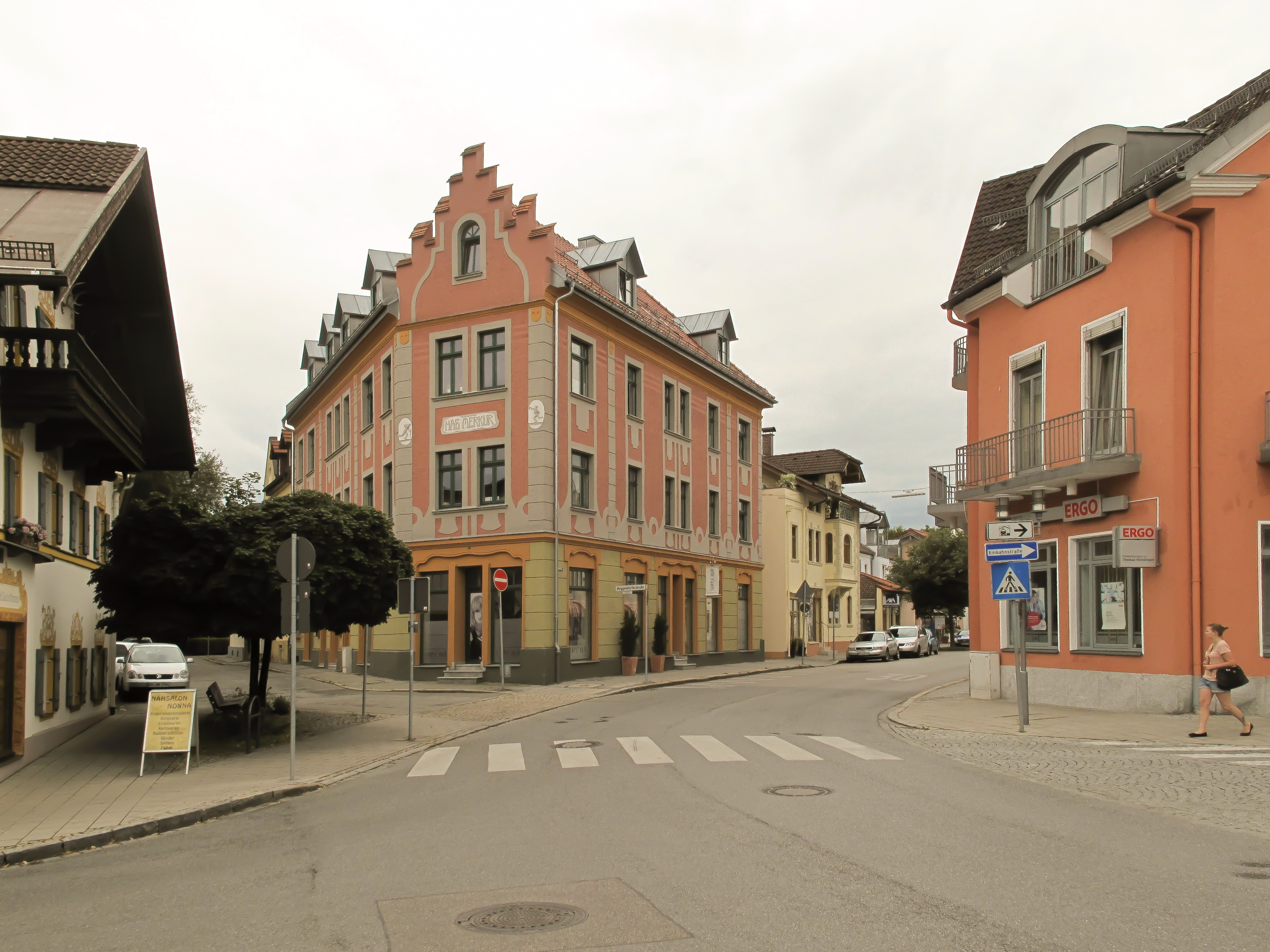
Bahnhofstrasse-Sedanstrasse
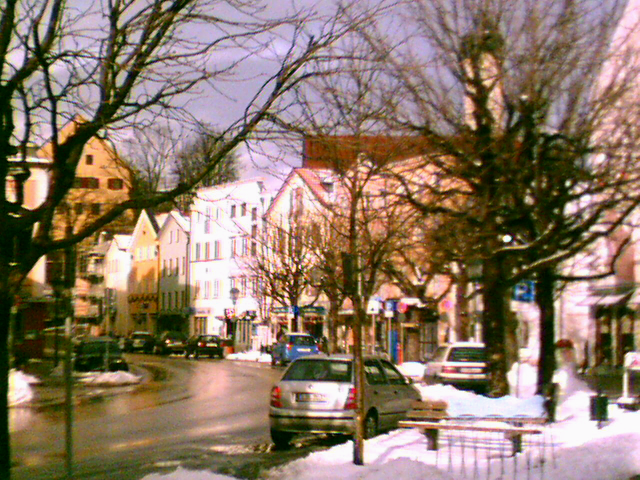
Kirchzeile
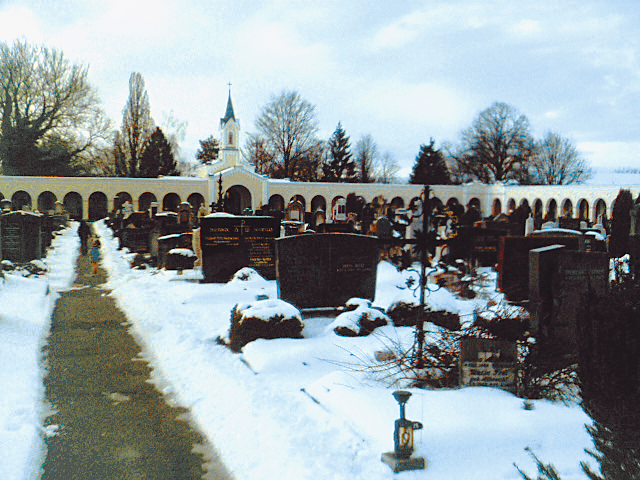
Zentralfriedhof